# Saint-Genis-l'Argentière
Saint-Genis-l'Argentière és un municipi francès situat al departament del Roine i a la regió d'Alvèrnia-Roine-Alps. L'any 2007 tenia 978 habitants.

## Demografia

### Població
El 2007 la població de fet de Saint-Genis-l'Argentière era de 978 persones. Hi havia 370 famílies de les quals 94 eren unipersonals (59 homes vivint sols i 35 dones vivint soles), 106 parelles sense fills, 146 parelles amb fills i 24 famílies monoparentals amb fills.
La població ha evolucionat segons el següent gràfic:
Habitants censats

### Habitatges
El 2007 hi havia 437 habitatges, 385 eren l'habitatge principal de la família, 33 eren segones residències i 19 estaven desocupats. 376 eren cases i 61 eren apartaments. Dels 385 habitatges principals, 274 estaven ocupats pels seus propietaris, 107 estaven llogats i ocupats pels llogaters i 4 estaven cedits a títol gratuït; 2 tenien una cambra, 20 en tenien dues, 69 en tenien tres, 121 en tenien quatre i 173 en tenien cinc o més. 305 habitatges disposaven pel capbaix d'una plaça de pàrquing. A 177 habitatges hi havia un automòbil i a 184 n'hi havia dos o més.

### Piràmide de població
La piràmide de població per edats i sexe el 2009 era:
| Homes | Edats   | Dones |
| ----- | ------- | ----- |
| 0     | 95 o +  | 0     |
| 0     | 90 a 94 | 4     |
| 0     | 85 a 89 | 4     |
| 0     | 80 a 84 | 4     |
| 16    | 75 a 79 | 28    |
| 20    | 70 a 74 | 12    |
| 4     | 65 a 69 | 16    |
| 16    | 60 a 64 | 32    |
| 16    | 55 a 59 | 12    |
| 24    | 50 a 54 | 32    |
| 40    | 45 a 49 | 32    |
| 44    | 40 a 44 | 20    |
| 36    | 35 a 39 | 48    |
| 44    | 30 a 34 | 20    |
| 12    | 25 a 29 | 36    |
| 16    | 20 a 24 | 8     |
| 32    | 15 a 19 | 48    |
| 28    | 10 a 14 | 44    |
| 52    | 5 a 9   | 32    |
| 12    | 0 a 4   | 40    |

## Economia
El 2007 la població en edat de treballar era de 670 persones, 516 eren actives i 154 eren inactives. De les 516 persones actives 483 estaven ocupades (276 homes i 207 dones) i 33 estaven aturades (14 homes i 19 dones). De les 154 persones inactives 58 estaven jubilades, 55 estaven estudiant i 41 estaven classificades com a «altres inactius».

### Ingressos
El 2009 a Saint-Genis-l'Argentière hi havia 388 unitats fiscals que integraven 989,5 persones, la mediana anual d'ingressos fiscals per persona era de 16.750 €.

### Activitats econòmiques
Dels 37 establiments que hi havia el 2007, 1 era d'una empresa extractiva, 1 d'una empresa de fabricació de material elèctric, 7 d'empreses de fabricació d'altres productes industrials, 8 d'empreses de construcció, 7 d'empreses de comerç i reparació d'automòbils, 2 d'empreses de transport, 3 d'empreses de serveis, 4 d'entitats de l'administració pública i 4 d'empreses classificades com a «altres activitats de serveis».
Dels 12 establiments de servei als particulars que hi havia el 2009, 4 eren tallers de reparació d'automòbils i de material agrícola, 2 paletes, 1 guixaire pintor, 2 lampisteries, 2 electricistes i 1 perruqueria.
L'únic establiment comercial que hi havia el 2009 era una floristeria.
L'any 2000 a Saint-Genis-l'Argentière hi havia 21 explotacions agrícoles que ocupaven un total de 363 hectàrees.

## Equipaments sanitaris i escolars
L'únic equipament sanitari que hi havia el 2009 era una ambulància.
El 2009 hi havia una escola elemental.

## Poblacions més properes
El següent diagrama mostra les poblacions més properes.